# Live in Verona – Scratch My Back and Taking The Pulse
Live in Verona – Scratch My Back and Taking The Pulse ist der sechste Konzertfilm und das neunte Videoalbum insgesamt des englischen Singer-Songwriters und Rock-Musikers Peter Gabriel, das erstmals am 26. September 2010 von Real World Records veröffentlicht wurde.

## Hintergrund
Die Aufnahmen von Live in Verona – Scratch My Back and Taking The Pulse sind bei einem Konzert der The New Blood Tour ebenfalls am 26. September 2010 im Amphitheater Anfiteatro Arena Di Verona in Verona, Venetien, Italien entstanden sind.
Am 12. Februar 2010 wurde das achte Studioalbum Scratch My Back von Peter Gabriel veröffentlicht, das eine Auswahl orchestraler Interpretationen einiger seiner Lieblingssongs anderer Komponisten und Songwriter enthielt. Das Coveralbum war als gegenseitiges Arrangement konzipiert. Gabriel beabsichtigte jeweils einen Songtausch zwischen ihm und den anderen Künstlern, die er coverte. Der zweite Teil mit Künstlern, die seine Songs covern, And I’ll Scratch Yours erschien später als ursprünglich geplant am 23. September 2013.
Im Frühjahr 2010 startete Peter Gabriel die The New Blood Tour, bei der er ausgewählte Konzerte in Europa und Nordamerika spielte, um die Veröffentlichung des Albums zu unterstützen. Die Tournee wurde im Herbst des gleichen Jahres fortgesetzt und beinhaltete eine Show im aus römischer Zeit im ersten Jahrhundert stammendem Amphitheater Anfiteatro Arena Di Verona in Verona, Italien.

## Veröffentlichung
Beide Filme wurden auf dem Vimeo-Kanal von Real World veröffentlicht. Während der Corona-Pandemie wurden sie dort allgemein freigeschaltet und zur Spende an den italienischen Zivilschutz und das Italienische Rote Kreuz oder eine andere lokale Organisation am Wohnort des Online-Publikums aufgerufen.

## Entstehung
Bei der Aufführung wurde Peter von dem Orchestrator und musikalischen Leiter John Metcalfe, dem Dirigenten Ben Foster, der Konzertmeisterin Louisa Fuller und dem Pianisten Tom Cawley sowie den Sängerinnen Melanie Gabriel und Ane Brun und dem New Blood Orchestra unterstützt. Die Show am 26. September 2010 wurde von seiner Tochter Anna Gabriel gefilmt. Das von ihr aufgenommene Material bildet die Grundlage für die beiden Filme Scratch My Back und Taking The Pulse aus denen Live in Verona besteht.
Der erste Teil Scratch My Back konzentriert sich auf die Lieder des Albums Scratch My Back, die die erste Hälfte der Live-Show ausmachten. Die einzelnen Lieder sind mit Interviews mit Peter Gabriel und mit einigen der ursprünglichen Songschreiber verbunden, die über die Interpretationen der Musik für das Album sprechen. Dargestellt werden Gabriels Beweggründe für die Auswahl der Songs und die Reaktionen auf diese von Künstlern wie David Byrne, Randy Newman, Guy Garvey, Stephin Merrit und Justin Vernon. Gegenüber der Studioveröffentlichung fehlt bei Live in Verona – Scratch My Back and Taking The Pulse jedoch der Titel The Book of Love (im Original von: The Magnetic Fields).
Der zweite Teil Taking The Pulse beinhaltet dagegen die zweite Hälfte der Live-Show, in der Gabriel eigene Songs mit Orchester interpretiert. Diese waren damals für das Publikum völlig neu, bildeten aber später die Grundlage für das Album New Blood, das am 9. Oktober 2011 erschien.

## Titelliste

### Teil 1: Scratch My Back
Die Autoren bzw. Original-Interpreten der Lieder sind jeweils angegeben:
1. Heroes (im Original von: David Bowie & Brian Eno)
2. The Boy in the Bubble (im Original von: Paul Simon)
3. Mirrorball (im Original von: Elbow)
4. Flume (im Original von: Bon Iver)
5. Listening Wind (im Original von: Talking Heads)
6. The Power of the Heart (im Original von: Lou Reed)
7. My Body Is a Cage (im Original von: Arcade Fire)
8. I Think It’s Going to Rain Today (im Original von: Randy Newman)
9. Après Moi (im Original von: Regina Spektor)
10. Philadelphia (im Original von: Neil Young)
11. Street Spirit (im Original von: Radiohead)

### Teil 2: Taking The Pulse
Alle Lieder wurden von Peter Gabriel geschrieben.
1. The Rhythm of the Heat (im Original von: Peter Gabriel 4 (Security), 1982)
2. San Jacinto (im Original von: Peter Gabriel 4 (Security))
3. Digging in the Dirt (im Original von: Us, 1992)
4. The Drop (im Original von: Up, 2002)
5. Signal to Noise (im Original von: Up, 2002)
6. Downside-Up (mit Melanie Gabriel) (im Original von: OVO, 2000)
7. Darkness (im Original von: Up, 2002)
8. Mercy Street (im Original von: So, 1986)
9. Blood of Eden (im Original von: Us, 1992)
10. Washing of the Water (im Original von: Us, 1992)
11. Intruder (im Original von: Peter Gabriel 3 (Melt), 1980)
12. Red Rain (im Original von: So, 1986)
13. Solsbury Hill (im Original von: Peter Gabriel 1 (Car), 1977)
14. In Your Eyes (im Original von: So, 1986)
15. Don’t Give Up (im Original von: So, 1986)
16. The Nest That Sailed the Sky (im Original von: OVO, 2000)

## Mitwirkende

### Hauptmusiker
- Ane Brun – Begleitgesang
- Tom Cawley – Piano
- Melanie Gabriel – Begleitgesang
- Peter Gabriel – Hauptgesang

### Orchesterpersonal
- New Blood Orchestra mit:
  - Prinzipal zweite Geige – Martin Burgess
  - Geigen – Ian Humphries, Cathy Thompson, Natalia Bonner, Jackie Shave, Emma Blanco, Odile Ollagnon, Kathy Shave, Magnus Johnston, Catherine De La Mare, Jeremy Morris, Jennymay Logan, Debbie Widdup, Edward Bale
  - Prinzipal Bratsche – Fiona Bonds
  - Bratschen – Helen Kamminga, Morgan Goff, Chris Pitsillides, Fiona Leggat, Rachel Robson
  - Prinzipal Violoncello – Will Schofield
  - Violoncello – Caroline Dale, Ian Burdge, Sarah Butcher, Chris Worsey, Nick Holland
  - Prinzipal Kontrabass – Chris Laurence
  - Kontrabass – Paddy Lannigan, Richard Pryce, Steve Rossell
  - Prinzipal Waldhorn – Richard Watkins
  - Waldhorn – Michael Kidd
  - Prinzipal Trompete – Andy Crowley
  - Trompete – Simon Munday
  - Perkussion – Joby Burgess
  - Flöte – Eliza Marshall
  - Oboe – Alun Darbyshire
  - Klarinette – Jon Carnac
  - Fagott – Sarah Burnett
  - Tenorposaune – Dan Jenkins, Tracy Holloway
  - Bassposaune – Mark Frost
  - Tuba – David Powell
  - Dirigent – Ben Foster
  - Konzertmeisterin – Louisa Fuller

### Technische Unterstützung
- Stebe Belfield – Motion Control
- Saxon Brice – Runner
- Nev Bull – Catalyst
- Fabio Calascibetta – Kameramann
- Richard Chappell – Techniker für Peter Gabriel
- Dawn Christy – Filmproduzentin für Nylon Films
- Valeria Coizza – Produktionsassistentin
- Dax Tristan Debice – Kameramann
- Gerry Fradley – Systemtechnik
- Ben Findlay – Sound-Mixing
- Anna Gabriel – Filmregisseurin, Fotodirektor
- Stan Gallon – Dimmers
- Andrew Gaston – Regieassistent, Filmeditor, Fotodirektor
- Julie Guerrin – Tournee-Managerin
- Dan Lavi-Bleiweiss – Pro-Tools- und Orchester-Techniker
- Blue Leach – Bühnen Video-Regisseur
- James Liddiard – Systems Engineering
- Josh Lloyd – Systemtechnik
- Davide Lombardi – Front-of-House-Techniker
- Nick Maag – LED
- Michail Margaritis – Kameraassistent
- John Metcalfe – Orchestrierung, Arrangement
- David Miller – Fotodirektor
- James Monkman – Produktions-Manager
- Jimmy Nicholson – Monitoring-Techniker
- Christopher O’Driscoll – Kameramann
- Beckie Parsons – Tournee-Assistent
- Andy „Fraggle“ Porter – Chef der Beleuchtungs-Crew
- Antii Saari – bewegte Lichttechnik
- Jacob Scott – Data Wrangler
- Richard Sharratt – Front of House
- Rob Sinclair – Beleuchtungs-Design
- Michael Stirling – Colorist für East London Post
- David Taraskevics – Tournee-Direktor
- Robyn Tearle – Kameramann
- York Tillyer – Kameramann
- Dan Ungaretti – Monitoring
- Steve Walsh – Rigger
- Jim Webb – Bühnen-Manager
- Leon Michael Willis – Kameramann
- Alistair Wright – Kameramann